# Jacky Montagne
Pour les articles homonymes, voir Montagne (homonymie).
Jacky Montagne est un footballeur professionnel français, né le 28 avril 1940 à Mons-en-Barœul.
Il évoluait au poste d'attaquant.

## Clubs
- 1959 1960  :  Lille OSC (D2) : 10 matchs, 0 but[1]
- 1960 1961  :  Lille OSC (D2) : 10 matchs, 0 but
- 1961 1962  :  Lille OSC (D2) : pas de matchs avec l'équipe première
- 1962 1963  :  Lille OSC (D2) : 4 matchs, 0 but
- 1963 1964  :  Lille OSC (D2) : 13 matchs, 3 buts
- 1964 1965  :  Lille OSC (D1) : 1 match, 0 but
- 1964 1965  :  Boulogne (D2) : 23 matchs, 2 buts
- 1966 1967  :  Cambrai (CFA) : pas de matchs avec l'équipe première
- 1971 1972  :  Gazelec Ajaccio (D2) : 18 matchs, 2 buts

## Palmarès
- Champion de D2 avec le Lille OSC en 1964